# Окаймлённая короткошейная черепаха
Окаймлённая короткошейная черепаха, или муррейская короткошейная черепаха (лат. Emydura macquarii) — вид змеиношеих черепах (Chelidae). Имеет 4 подвида.
Общая длина карапакса достигает 34 см. Наблюдается половой диморфизм: самки крупнее самцов. Голова широкая. Верхняя поверхность головы покрыта гладкой кожей. На подбородке имеются маленькие рудиментарные усики. Карапакс овальный, гладкий и обтекаемый. Молодые черепахи имеют карапакс с выступающем килем. Пластрон небольшой, оставляет открытым часть карапакса.
Голова, шея и конечности окрашены от оливкового до коричневого цвета. На каждой части головы есть 2 яркие полосы: одна от орбиты глаза к шее, другая — от угла рта к шее. У подрастающих особей полосы розовые, у взрослых — жёлтые. Окраска карапакса колеблется от светлого до тёмно-коричневого цвета.
Любит мелкие реки и ручьи. Питается моллюсками, пресноводными улитками, насекомыми, земноводными, некоторыми фруктами.
Спаривание происходит в позиции пластрон-к-пластрону, что необычно для черепах. Самка откладывает от 10 до 30 яиц. Инкубационный период длится от 10 до 11 недель. Черепашата вылупляются из яиц одновременно. Более того, несмотря на разницу в условиях и, соответственно, в скорости эмбрионального развития, появляются одинаково развитыми. У новорождённых розово-красные полоски на морде, несколько красных на шее, конечностях и пластроне.
Вид обитает от района Кимберли в Западной Австралии через Северную Территорию к мысу Йорк в Квинсленде.

## Подвиды
- Emydura macquarii macquarii
- Emydura macquarii krefftii
- Emydura macquarii emmotti
- Emydura macquarii nigra